# Fritz Todt
Fritz Todt (Pforzheim, 4 settembre 1891 – Rastenburg, 8 febbraio 1942) è stato un ingegnere e generale tedesco.

## Biografia
Iscritto al Partito Nazionalsocialista dal 1923, durante il Terzo Reich fu ispettore generale delle strade e artefice della Reichsautobahn, costruita dal regime negli anni dal 1933 al 1939; fu inoltre il responsabile della Organizzazione Todt, addetta ai lavori delle installazioni militari, facendo erigere la Linea Sigfrido al confine con la Francia (1938-1939).
L'8 febbraio 1942, subito dopo la conclusione di una riunione con Hitler al quartier generale di Rastenburg, l'aereo su cui si era imbarcato esplose in volo e precipitò. Gli successe il Ministro del Reich Albert Speer, che per poco non si era imbarcato sullo stesso aereo. Qualcuno ipotizzò che fosse rimasto vittima di un complotto, ricordando, a tale proposito, alcune sue critiche alla condotta della campagna di Russia, allora in pieno svolgimento, ma l'ipotesi non fu mai supportata da prove.
Secondo quanto scrisse lo stesso Speer nel libro Memorie del Terzo Reich: 
(Albert Speer, Memorie del Terzo Reich)
Fu ipotizzato che il pilota dell'aereo su cui era imbarcato Todt avesse azionato per errore il meccanismo di autodistruzione ma Speer aggiunse il particolare che Todt aveva lasciato una discreta somma di denaro destinata alla sua segretaria che aveva collaborato con lui per molti anni, quasi presagisse qualcosa.